# Santuario de Nuestra Señora da Ajuda
El Santuario de Nuestra Señora da Ajuda es una ermita situada en la freguesia de Malhada Sorda, municipio de Almeida, distrito da Guarda, Portugal.
Esta capilla forma parte de la diócesis de Guarda.
La romería al Santuario de Nuestra Señora da Ajuda se realiza en septiembre y es la mayor romería de la diócesis de Guarda.

## Historia
La Romería al Santuario de Nuestra Señora da Ajuda tiene orígenes remotas. A este Santuario vienen miles de personas a cumplir promesas y por devoción todos los años. En el año de 1948 era una de las cinco Romerías más importantes de la diócesis de Guarda y la mayor del Distrito.
Antes de la capilla existía una ermita. «El primer documento referente a esta ermita, es datado de 1746 y en él se hace mención de un sino de 1390, con las palabras de Jesús y María y, entre estas dos palabras, en relevo, las armas de la vila de Vilar Maior.»
En esta misma vila ha sido hallada la Bula original del Papa Urbano VIII, escrita en el 5 de febrero de 1629 y por la cual se concede indulgencia plenaria perpetua a los fieles que visitasen la Señora en su capilla en el día 1 de mayo y otras indulgencias parciales, en los días de la Asunción, Virgen de la Esperanza, Visitación y Natividad de Nuestra Señora.
Los años pasaron y la devoción se fue desarrollando. En 30 de mayo de 1834, un decreto firmado por Joaquim António de Aguiar con consentimiento popular, se ha ordenado la construcción de la actual capilla, una de las más grandes de la diócesis de Guarda, quedando  concluida en 6 de septiembre de 1900. La actual capilla mide 29 metros de longitud, 10,80 metros de anchura y 14 metros de altura. Es iluminada por 11 ventanas y tiene acceso por tres puertas.

### Convento de los Frailes Descalzos de San Agustín
En los tiempos de la ermita, nació el Convento de los Agustinos Descalzos. La fundación de este convento ha sido autorizada por el superior general de la Orden, que tuvo la inspiración de convertir la ermita en un convento. La autorización del Ayuntamiento es dada en 16 de marzo de 1746 y en el lunes siguiente se alcanza autorización del párroco. Después es concedida autorización por el Obispo de Lamego y por El-Rey D. João V, en 17 de diciembre de 1746.
Las escrituras fueron firmadas en Vilar Maior en el 16 de marzo de 1747 y en 25 de septiembre de ese mismo año, las escrituras fueron confirmadas por el Ayuntamiento de Vilar Maior.
La construcción del Convento empezó inmediatamente y, mientras las obras no fueron terminadas, un cura de la freguesia prestó su casa a los frailes, que en ella hicieron un Hospicio. Los primeros frailes vinieron en el final de septiembre de 1747, llegando el Hospicio a la dignidad de Convento de la Orden de los Agustines Descalzos.
En 1754 el Convento de Nuestra Señora da Ajuda quedaba finalizado y en ese mismo año dieron entrada los primeros Frailes de la Orden de San Agustín en el nuevo edificio.
Actualmente, el Convento se encuentra en ruinas y es apenas visible su fachada. Su degradación comenzó con la expulsión de las órdenes religiosas de Portugal, por el Marqués de Pombal.

## Leyenda de Nuestra Señora da Ajuda
Malhada Sorda, freguesia en tiempos no muy distantes conocida por ser la tierra del barro, está situada en una región agreste. La grande devoción del lugar es Nuestra Señora da Ajuda, venerada por los locales y por vecinos.
Según la leyenda, se cuenta la existencia de una excelente escultura en jaspe y de altura mediana como primitiva imagen de Nuestra Señora da Ajuda, que venía de España, con destino a Idanha en un carro de vacas o mulas. En el centro de Malhada Sorda, en el lugar donde se celebran las principales ceremonias religiosas de 7 y 8 de septiembre, hay dos calles, una con dirección a Idanha y otra con dirección a oeste. Los animales han seguido en dirección a oeste, parando en el lugar donde se construyó la actual capilla. Se dice que los animales han dado "carreira".
El hombre dejó allí la imagen de Nuestra Señora da Ajuda, porque los animales no se movieron más, manifestando así la voluntad de la Virgen de permanecer para siempre en aquel lugar.

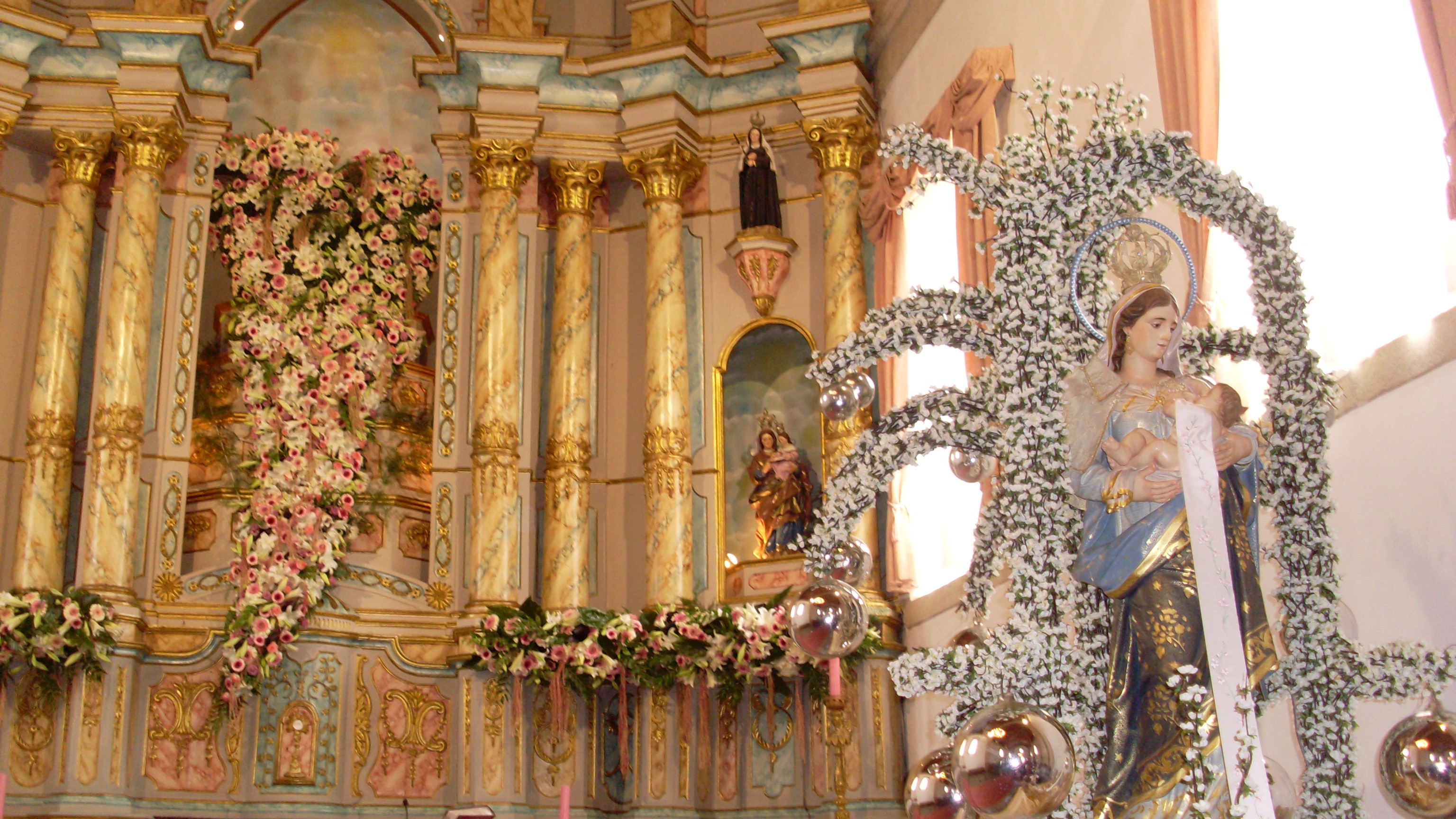
Altar e Imagem de Nossa Senhora da Ajuda

## Imagen de Nuestra Señora da Ajuda
La actual imagen de Nuestra Señora da Ajuda mide cerca de 1,45m de altura, es de data desconocida y de escultor anónimo. 
Esta es ya la segunda imagen de Nuestra Señora da Ajuda, pues la primera se quemó en un incendio: «a 8 de septiembre de 1939, mano devota, pero temeraria, ha incendiado os el la Virgen con una vela, quedando la imagen irreconocible. Lágrimas y gritos de angustia por toda la parte.»

## Peregrinación
El Santuario de Nuestra Señora da Ajuda es un punto importante de peregrinación, no sólo durante las fiestas, pero durante todo el año. Sin embargo, el punto fuerte de la peregrinación son las fiestas de septiembre, reuniendo en la freguesia de Malhada Sorda miles de personas.
Todos los primeros domingos de cada mes (excepto en datas de otras fiestas en Malhada Sorda) hay Misa en el Santuario. En el año de 2015 se realiza todos los primeros domingos excepto en:
- Abril, porque coincide con la Pascua
- Junio, porque coincide con el Corpus Christi

Hay también Misa en el Santuario en el día 15 de agosto, Asunción de Nuestra Señora.
Más informaciones en el Facebook de las Fiestas de Nuestra Señora da Ajuda.

## Fiestas de Nuestra Señora da Ajuda
Estas fiestas son fijas, siempre de 5 a 9 de septiembre. Son las fiestas más grandes de la diócesis de Guarda. La Fiesta de Nuestra Señora da Ajuda "es una grande manifestación de fe que llama anualmente miles de personas (cerca de veinte mil personas) del distrito y también de España”. La fiesta tiene la particularidad de ser organizada por ocho jóvenes solteros (cuatro chicos y cuatro chicas). La Iglesia Matriz de Malhada Sorda queda abierta, en el día de la fiesta, hasta el día siguiente, para que los peregrinos realicen sus oraciones. En estos días, la localidad se convierte en "Altar del Mundo".
Aunque lo que más caracteriza las Fiestas son las ceremonias religiosas, son ya muy conocidos el Concierto de la Banda de Música y los Fuegos Artificiales del día 8 de septiembre.